# Hoornconcert (Penderecki)
Het Hoornconcert "Winterreise" is een compositie van Krzysztof Penderecki.
De Poolse componist gaf het eendelig werk die subtitel omdat hij een winters landschap wilde creëren waarin de hoornist als eenzame ronddwaalde. De muziek rijst op uit een pianissimo introductie, waarna het orkest en solist door een muzikaal landschap reizen waarin de dynamiek steeds verandert. De componist haalde zijn inspiratie uit reizen naar China en Zuid-Amerika. Hij gaf zelf aan dat zijn werk niets van doen had met de beroemde liederencyclus Winterreise van Franz Schubert.
De componist leidde zelf de première op 5 mei 2008 in Bremen, uitvoerenden waren solist Radovan Vlatkovic en het Bremer Philharmoniker. Het werk werd sinds die première meer dan 30 keer uitgevoerd (gegevens 2 juli 2017).
Orkestratie:
- solohoorn
- 3 dwarsfluiten (III ook piccolo), 2 hobo’s, 1 althobo, 2 klarinetten, 1 basklarinet, 2 fagotten, 1 contrafagot
- 3 hoorns, 3 trompetten, 3 trombones, 1 tuba
- pauken, 3 man/vrouw percussie, 1 harp, celesta
- violen, altviolen, celli, contrabassen